# Takifugu reticularis
Takifugu reticularis és una espècie de peix de la família dels tetraodòntids i de l'ordre dels tetraodontiformes.

## Morfologia
- Els mascles poden assolir 29 cm de longitud total.[5][6]

## Hàbitat
És un peix marí i de clima subtropical.

## Distribució geogràfica
Es troba a Àsia: Mar Groc i Mar de la Xina Oriental.